# Natalka Bilotserkivets
Natalka Hennadijivna Bilotserkivets (ukrainska: Ната́лка Генна́діївна Білоцеркі́вець), född 8 november 1954 i byn Kujanivka nära Sumy, är en ukrainsk poet och översättare.
Bilotserkivets fick sin utbildning vid Kievs universitet. Hon är gift med kritikern Mykola Rjabtjuk och bor i Kiev. Hon arbetar som redaktör för tidskriften Ukrainian Culture.
Hennes första diktsamling Balladen om de oövervinneliga (Balada pro neskorenych) publicerades 1976, medan hon fortfarande gick på universitetet. Hon har också publicerat samlingarna Den underjordiska elden (Підземний вогонь) (1984) och November (Листопад) (1989). Samlingarna Allergi (Алергія) (1999) och Central Hotel (Готель Централь) (2004) var vinnarna i tävlingarna Månadens bok 2000 respektive 2004.
Virlana Tkacz och Wanda Phipps började översätta Natalka Bilotserkivets verk 1991 när Yara Arts Group framförde en tvåspråkig version av hennes dikt Maj för evenemanget "Fem år efter", ett minne av Tjernobylolyckan, som presenterades på Ukrainian Institute of America i New York. Vintern därpå använde Virlana Bilotserkivets Maj som huvudtext i Yaras teaterstycke Explosions som presenterades på La MaMa Experimental Theatre i New York. Tkacz och Phipps tilldelades Poesiöversättningspriset av Agni Journal för sin översättning. Agni publicerade också dikten 1991. 
Båda föräldrarna var lärare och författare, modern Anastasija Lysyvets publicerade två memoarer om Holodomor och tvångsarbete i Nazityskland under andra världskriget. Den förra finns utgiven på franska 2009, och på engelska 2022.